# Leontyne Price
Mary Violet Leontyne Price (Laurel, Misisipi, 10 de febrero de 1927) es una soprano estadounidense, reconocida por su interpretación de los roles verdianos, especialmente el de Aída, que hizo suyo durante el período de posguerra. Fue la primera afroamericana soprano en recibir reconocimiento internacional.
Price estudió en la Central State University y luego en la Juilliard (graduándose cum laude), donde debutó en la ópera con el papel de Mistress Ford en Falstaff'] de Verdi. Tras escuchar su actuación, Virgil Thomson la contrató para Cuatro santos en tres actos'], antes de embarcarse en su gira de debut; también protagonizó (junto a su marido William Warfield) una exitosa reposición de Porgy and Bess]] de Gershwin. Le siguieron numerosos conciertos, incluido un recital en la Biblioteca del Congreso con el compositor Samuel Barber, al piano. Su interpretación televisada en 1955 de Tosca de Puccini, además de apariciones en la Ópera de San Francisco como Dialogues des Carmélites y Aida de Poulenc, la dieron a conocer internacionalmente. Con Aida cantó en muchos de los principales teatros de ópera del mundo, antes de su exitoso debut en la Metropolitan Opera (Met) en 1961, como Leonora en Il trovatore de Verdi. Allí continuó su carrera y protagonizó multitud de óperas durante 20 años, lo que la situó entre las principales intérpretes del siglo. Una de estas obras fue Antony and Cleopatra' de Barber, cuyo estreno mundial protagonizó. En 1985 se despidió del Met con la ópera Aida.
Soprano lirico spinto (en italiano, "lírico empujado"), sus interpretaciones musicales eran sutiles pero a menudo eclipsaban su actuación. Destacó por sus papeles en óperas de Mozart y Puccini, así como por interpretar a Cleopatra en Giulio Cesare de Haendel y a Popea en L'incoronazione di Poppea] de Monteverdi. Sin embargo, las óperas del "periodo medio" de Giuseppe Verdi siguen siendo su mayor triunfo; Aida, las Leonoras de Il trovatore' y La forza del destino, así como Amelia en Un ballo in maschera. Sus interpretaciones en estas obras, así como en las óperas de Mozart y Puccini, se conservan en sus muchas grabaciones.
Tras su retirada de la ópera, Price siguió actuando en recitales y conciertos orquestales hasta 1997. Después de eso, saldría de su retiro para cantar en eventos especiales, incluyendo un concierto en memoria de las víctimas de los atentados terroristas del 11 de septiembre en el Carnegie Hall, en 2001. Entre sus muchos honores y galardones se encuentran la Medalla Presidencial de la Libertad en 1964, además de sus 13 Premios Grammy.

## Vida y carrera

### Juventud y escolarización
Mary Violet Leontyne Price nació en Laurel, Misisipi el 10 de febrero de 1927. Su padre, James Anthony, trabajaba como carpintero y su madre, Katherine Baker Price, era comadrona. Familia profundamente religiosa, ambos padres eran hijos de ministros metodistas; su madre cantaba como solista en el coro de la iglesia y su padre tocaba la tuba en la banda de la iglesia. Su hermano y único hermano, George, nació dos años después. Mostró una afinidad natural por la música a una edad temprana y comenzó a tomar clases de piano a los tres años y medio con la pianista local Hattie McInnis. Al principio tocaba en un piano de juguete, pero a los cinco años sus padres cambiaron el fonógrafo familiar por un piano vertical. Mientras tanto, a los ocho años, había empezado a visitar la casa de Alexander y Elizabeth Chisholm, una adinerada familia blanca para la que la tía de Leontyne trabajaba como lavandera.  Leontyne y George se hicieron buenos amigos de las hijas mayores de los Chisholm, Jean y Peggy, y la señora Chisholm animó a Leontyne a tocar el piano y a cantar, invitándola a menudo a cantar en las fiestas de la casa. A los 9 años, la llevaron de excursión para escuchar a Marian Anderson en un recital en Jackson. La experiencia fue su primer contacto significativo con la música clásica, y más tarde recordó que "todo el aura de la ocasión tuvo un efecto tremendo en mí, en particular la dignidad de la cantante y, por supuesto, su voz". Varios comentaristas afirman que este acontecimiento despertó el interés de Price por una carrera musical. En su adolescencia, Price asistió al Oak Park Vocational High School, donde fue animadora y salutatorian. Ganaba dinero extra cantando en funerales y actos cívicos.

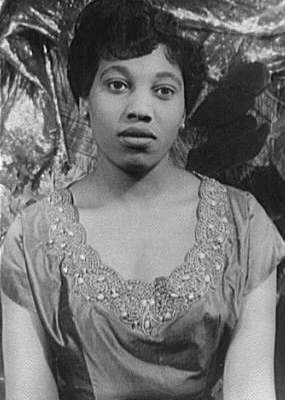
Price en 1951

Misisipi estaba muy segregado racialmente en aquella época, y sujeto a las leyes Jim Crow. Por ello, como mujer negra, la única carrera musical evidente era la de profesora. Comenzó sus estudios de educación musical en la Central State University, una escuela históricamente de negros en Wilberforce, Ohio. Sin embargo, por consejo del rector de la universidad y tras cantar a menudo en un coro, cambió de especialidad a canto en su tercer año. También participó en clases magistrales, incluida una en 1948 con el renombrado bajo Paul Robeson en el Antioch College. Robeson quedó impresionado por la voz de Price y, al saber que ella quería matricularse en Juilliard, colaboró con los administradores del Central State para organizar un concierto benéfico que ayudara a recaudar fondos para su matrícula. Los Chisholm también siguieron apoyando a Price, y donaron la mayor parte del dinero necesario para Juilliard.
Entró en el estudio de Florence Page Kimball en otoño de 1948. Vivió en la Harlem YWCA mientras estudiaba en la Juilliard ese año, que era un alojamiento seguro y asequible abierto a las mujeres negras.: 72  En su segundo año, escuchó a Ljuba Welitsch cantar Salome desde la platea del Met y quedó fascinada por la ópera. En otoño de 1950, Price se unió al Taller de Ópera de Juilliard y cantó pequeños papeles en las representaciones del taller de Flauta Mágica de Mozart (Primera dama) y de Gianni Schicchi de Puccini (Tía Nella). En el verano de 1951, se inscribió en el programa de ópera del Berkshire Music Center de Tanglewood y cantó Ariadna en Ariadna auf Naxos de Strauss (segundo reparto).

### Principios de su carrera
A principios de 1952, Price interpretó a Mistress Ford en una producción de Juilliard de Falstaff] de Verdi. Virgil Thomson escuchó una representación y la contrató para una reposición de su ópera negra, Cuatro santos en tres actos. Tras dos semanas en Broadway, la producción de Saints se fue a París. Mientras tanto, Price había sido contratada para cantar Bess en una nueva producción de Porgy and Bess de Gershwin en el Ziegfeld Theatre, dirigida por Robert Breen.
Recién bajada del avión desde París, cantó en el estreno de Porgy and Bess en la State Fair of Texas el 9 de junio de 1952, recibiendo críticas muy favorables. La producción se representó en Pittsburgh, Chicago y Washington D. C., y luego realizó una gira por Viena, Berlín, Londres y París, bajo los auspicios del Departamento de Estado de Estados Unidos.
En vísperas de la gira europea, Price se casó con William Warfield, su Porgy y un destacado bajo-barítono concertista. La ceremonia tuvo lugar en la Abyssinian Baptist Church de Harlem, con la asistencia de muchos miembros del reparto.
Aunque muchos periódicos negros criticaron la exportación de Porgy and Bess por presentar una imagen falsa y degradante de la vida de los negros, la producción de Breen mostró a una nueva generación de cantantes negros muy preparados y afirmó que los estadounidenses podían revivir una obra maestra musical reconociendo sus estereotipos anticuados. Muchos berlineses orientales cruzaron a Berlín Occidental para ver el espectáculo, hasta el punto de que el Departamento de Estado ordenó que se aceptara la moneda de Alemania Oriental a su valor nominal en lugar del tipo de cambio actual.
Cuando Porgy and Bess regresó a Estados Unidos en 1953, Warfield fue incapaz de adaptarse a una apretada agenda de recitales y conciertos y fue eliminada del reparto, mientras que Price cantó Bess durante un año más, en Broadway y en una segunda gira por Estados Unidos. Warfield dijo que el episodio puso a prueba su joven matrimonio. La pareja se separó legalmente en 1967 y se divorció en 1973. No tuvieron hijos.
Price y Warfield soñaban con hacer carrera en la ópera, pero el racismo limitaba las oportunidades de los cantantes negros. El New York City Center Opera bajo Laszlo Halasz había contratado a los primeros cantantes negros en papeles principales a mediados de la década de 1940, empezando por Camilla Williams y Todd Duncan. En 1949, el nuevo director general de la Metropolitan Opera, Rudolf Bing, había dicho públicamente que contrataría cantantes negros "para el papel adecuado".

## Europa
En 1958 es invitada por Herbert von Karajan, un ferviente admirador, para hacer su debut en Europa como Aída en la Ópera Estatal de Viena. 
Karajan y Price colaborarán el resto de su carrera en teatros (es notable la presentación de Il Trovatore en el Festival de Salzburgo en 1962 junto a Franco Corelli y Giulietta Simionato), recitales y grabaciones (especialmente, el Requiem de Verdi grabado en La Scala con el joven Luciano Pavarotti, Tosca y Carmen).
El 2 de julio de 1958, Price debuta en el Royal Opera House, del Covent Garden. Su debut en La Scala de Milán, dos años después, el 21 de mayo de 1960, con el papel de Aída, es histórico, ya que Price fue la primera cantante negra en interpretar un papel principal en Milán.

## El Metropolitan
Un año después, el 27 de enero de 1961, Leontyne debuta en el Metropolitan Opera de Nueva York, en una representación ya legendaria, de Il Trovatore. Esa noche fue ovacionada durante 42 minutos, una de las más largas en la historia del Met. Durante muchos años Price apareció regularmente en Nueva York completando 200 funciones entre su debut y retiro habiendo cantado 16 personajes. 
El crítico Harold Schonberg del New York Times escribió: “Su voz era sombría y rica en los tonos bajos, perfectamente regular en la transición de un registro a otro, e inmaculadamente pura y aterciopelada en los tonos altos”. Price no fue la primera negra que cantó en el Met —Marian Anderson rompió la intolerancia racial el 7 de enero de 1955 como Ulrica en Un ballo in maschera — pero fue la primera que se convirtió en una gran estrella de ópera. Su ascenso simbolizó los logros alcanzados por los negros norteamericanos en los años 60 coincidiendo con el ascenso de otras estrellas de la lírica también negras: Grace Bumbry, Martina Arroyo, Reri Grist y Shirley Verrett a las que luego se sumarían Jessye Norman, Barbara Hendricks y Kathleen Battle.
En 1966, Price regresó al Met para cantar Cleopatra en la premier de la ópera Anthony and Cleopatra de Samuel Barber, la producción que sirvió para inaugurar el nuevo teatro en el Lincoln Center y no fue bien recibida debido a problemas con la producción de Franco Zeffirelli.
Finalmente amplió su repertorio para incluir Mozart, Puccini y Richard Strauss. Sin embargo, seguiría siendo reconocida por sus papeles verdianos. También ofreció recitales con arias de ópera y canciones.
Fue la encargada de cerrar la Gala del Centenario del Metropolitan en un dúo de Ballo in maschera con Luciano Pavarotti, cerrando una maratón de ocho horas donde desfilaron todos los grandes cantantes del mundo.
Price se retiró del escenario operístico en 1985 cantando Aída en el Met. Continuó ofreciendo recitales hasta entrada la década de 1990.
En 1991 reapareció en la Gala Centenaria del Carnegie Hall para cantar el aria Zweite Braunacht de La Helena Egipcia de Richard Strauss.

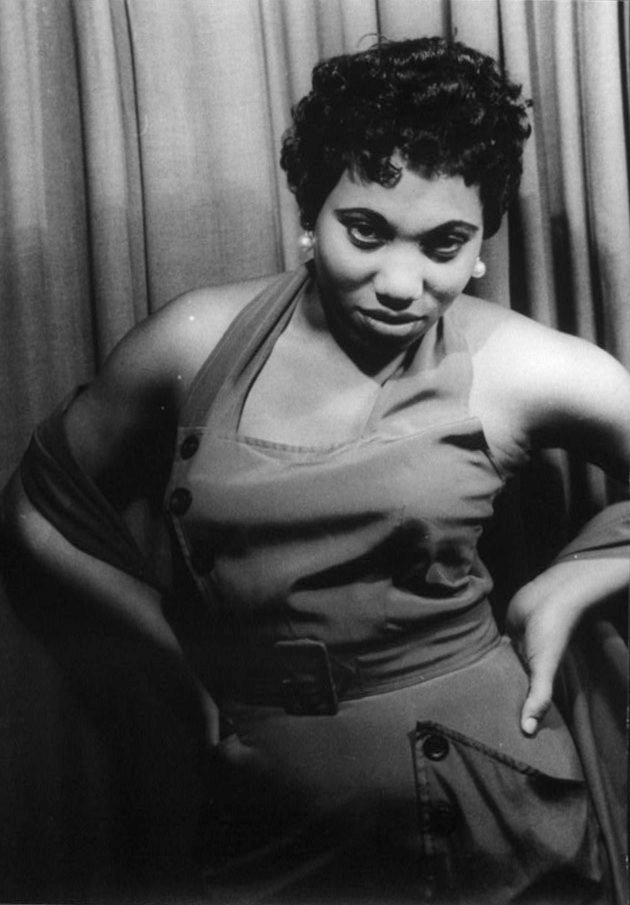
Leontyne Price caracterizada en el papel de Bess, protagonista de la ópera Porgy and Bess de George Gershwin. Fotografía de Carl Van Vechten (1953).

## Retiro
En septiembre de 2001 salió de su retiro para hacer una memorable aparición en el Carnegie Hall en un concierto en memoria de las víctimas de los ataques a las Torres Gemelas cantando God bless America.
En enero de 2008 recibió el Premio Opera News otorgado por el Metropolitan Opera Guild.
Leontyne Price vive en el Greenwich Village en la ciudad de Nueva York.

## Discografía destacada
- Verdi - Il Trovatore, Arturo Basile (director) , Richard Tucker (Álvaro)

- Puccini -Madama Butterfly, Erich Leinsdorf (director) , Richard Tucker (Pinkerton)

- Verdi - Il Trovatore, Herbert von Karajan (director), Franco Corelli (Manrico) (en vivo).

- Puccini - Tosca, Karajan (director), Giuseppe di Stefano (Cavaradosi).

- Puccini - Tosca - Mehta (director), Domingo (Cavaradossi)

- Bizet - Carmen, Karajan (director), Corelli (Don José).

- Mozart - Don Giovanni - Erich Leinsdorf (director)

- Verdi - Aída, Georg Solti (director), Carlo Bergonzi (Radamés).

- Verdi - La forza del destino, Thomas Schippers (director), Richard Tucker (Álvaro).

- Verdi - Un ballo in maschera, Erich Leinsdorf (director), Carlo Bergonzi (Riccardo).

- Verdi - Ernani , Thomas Schippers (director) , Carlo Bergonzi (Ernani)

- Verdi - Aída, Leinsdorf (director), Plácido Domingo (Radamés).

- Verdi - Il Trovatore, Zubin Mehta (director), Domingo (Manrico).

- Verdi - La forza del destino, James Levine (director), Domingo (Álvaro).

- Richard Strauss - Ariadne auf Naxos, Georg Solti

- Verdi - Requiem - Georg Solti

- Verdi -´Requiem - Fritz Reiner, (Rosalind Elias, Jussi Björling, Giorgio Tozzi)

DVD
- Verdi - Requiem - Herbert von Karajan, Fiorenza Cossotto, Luciano Pavarotti, Nicolai Ghiaurov, La Scala.

- Verdi - La forza del destino - James Levine, Giuseppe Giacomini, Metropolitan Opera

- Gala centenaria del Metropolitan Opera 1983